# Graecostasis
La Graecostasis est une tribune située sur le Comitium de Rome réservée aux affaires diplomatiques. Elle disparaît vers la fin du Ier siècle av. J.-C.

## Localisation
La Graecostasis est située à proximité, voire à l'intérieur, du Comitium, cœur politique de la ville. Sa localisation correspondrait à la zone occupée aujourd'hui par la section orientale de l'arc de Septime Sévère. Durant la République, la tribune se tient à proximité immédiate des Rostres, à l'ouest de ces derniers, sur le côté sud du Comitium, face à la Curie Hostilia (voir le plan).

## Fonction
Parmi les auteurs antiques, seuls Cicéron, Varron, Pline l'Ancien et Julius Obsequens la mentionnent. Cicéron et Pline s'en servent comme repère spatial pour localiser d'autres monuments, par contre Varron précise sa fonction.

« [...] immédiatement après à leur droite [des Rostres], depuis le Comitium, se trouve un lieu avec fondations, où s'arrêtaient les légats de nations étrangères qui avaient été envoyés au Sénat ; ce lieu fut appelé Graecostasis, du fait d’une partie de son usage, comme c'est souvent le cas. Le Senaculum est au-dessus de la Graecostasis, là où aujourd'hui se dressent le temple de la Concorde et la basilique Opimia [...] »

— Varron, La Langue latine, livre V, 155-156.
Il s'agit du seul espace connu dans Rome qui est entièrement consacré aux affaires diplomatiques. Jusqu'à la fin de la République, la tribune est utilisée comme lieu d'attente des ambassadeurs, comme le laisse entendre son nom, mélange de grec ( stasis, « lieu où l'on se tient debout ») et de latin (graeco, « grec »). Les ambassadeurs devaient au préalable demander une audience devant le Sénat en se faisant enregistrer auprès des questeurs du temple de Saturne. La position toute proche du Senaculum qui surplombe le Comitium et la Graecostasis permettait aux sénateurs de prendre connaissance de la nature de l'ambassade avant qu'elle ne soit reçue en audience dans la Curie,. La Graecostasis semble avoir été destinée uniquement aux ambassades venues de l'extérieur du monde romain, d'autres lieux étant prévus pour la réception des ambassades venues des provinces, comme les stationes municipiorum,. De plus, il ne pouvait s'agir d'ambassades de peuples avec lesquels les Romains étaient en guerre ou sur le point de l'être, ces ambassades étant toujours reçues en dehors des murs de Rome, ne pouvant franchir le pomœrium,.

## Histoire
La Graecostasis n'est pratiquement jamais mentionnée dans les textes antiques et il est difficile de savoir exactement à quand remonte sa construction. Cet espace réservé aux ambassades n'a pu être construit qu'à partir d'une époque où Rome est en contact avec suffisamment de puissances étrangères pour que la réception de leurs émissaires devienne problématique. La datation la plus ancienne proposée associe la Graecostasis avec l'octroi de l'hospitium publicum aux Massaliotes, au début du IVe siècle av. J.-C. La venue d'ambassadeurs étrangers à l'intérieur des murs de Rome a pu poser un problème religieux, d'où la création d'un espace spécial et d'un protocole de réception. Pour d'autres, elle aurait été ajoutée aux structures du Comitium lorsque celui-ci est réaménagé et adopte une forme circulaire, entre la fin du IVe et le début du IIIe siècle av. J.-C.,
La Graecostasis est en tout cas attestée à Rome vers le milieu de l'époque républicaine, dans le courant du IIIe siècle av. J.-C., alors que Rome a étendu son influence sur la péninsule italienne et se retrouve en contact direct et en mesure de traiter avec les plus grandes puissances du pourtour méditerranéen. En 304 av. J.-C., l'édile curule Cnaeus Flavius fait ériger un édicule dédié à la Concorde que Pline l'Ancien situe in Graecostasis, c'est-à-dire sur la plateforme.
La tribune est mentionnée par Julius Obsequens dans son Prodigiorum Liber quand il fait allusion à des prodiges qui s'y seraient déroulés en 137, 130 et 124 av. J.-C. Elle existe encore vers le milieu du Ier siècle av. J.-C. étant donné qu'elle apparaît dans une lettre de Cicéron adressée à son frère en 57 av. J.-C. Mais, à l'époque de Pline l'Ancien, elle semble avoir disparu, probablement détruite lors du réaménagement du Forum Romain et plus particulièrement de la zone autour de la Curie Julia à la fin de la République. Contrairement aux Rostres qui sont déplacés, la Graecostasis semble ne pas avoir été reconstruite, devenue inutile.

## Description
La Graecostasis est une simple plateforme un peu plus élevée que les structures environnantes (locus substrucus), permettant aux ambassadeurs de suivre les activités politiques qui se déroulent sur le Comitium. Parfois confondue avec les Rostres, il semble qu'il s'agisse plutôt de deux plateformes distinctes, séparées par le sanctuaire du Volcanal.